# Martin Moller
Martin Moller (Kropstädt, 10 de noviembre de 1547 – Görlitz, 2 de marzo de 1606) fue un místico, teólogo, filósofo, poeta y escritor de himnos alemán.

## Vida
Nació en Ließnitz (hoy Kropstädt bei Wittenberg, Sajonia-Anhalt) en 1547 y llegó a ser cantor en Löwenberg en la Baja Silesia en 1568. Fue ordenado sacerdote en 1572, a pesar de no haber ido a la universidad, y sirvió como sacerdote y diácono en Kesseldorf, Löwenberg y Sprottau. Llegó a Görlitz en 1600, donde Jakob Böhme se encontraba en su congregación. Böhme fue un asistente interesado en las reuniones devocionales que Moller celebraba en su casa; sólo después de su muerte en 1606 empezó Böhme a entrar en conflicto con el sacerdocio de Görlitz.

## Obra
Sus obras le caracterizan como teólogo conciliador en lugar de uno que, como Böhme, buscaba provocar conflictos. El cristianismo práctico, no dogma, era importante para él. Como tal, se le puede considerar precursor de Johann Arndt. Fue sospechoso de simpatizar con los cripto-calvinistas después de publicar su Praxis evangeliorum en 1601 e hizo poco para refutar estas afirmaciones. Moller escribió diversas obras de literatura devocional, que muestran claramente cómo recibió la influencia de otro teólogo alemán con vínculos con la mística, Valerius Herberger. Entre estas obras se incluyen las siguientes:
- Meditationes Sanctorum Patrum, 1584-1591.
- Soliloquia de passione Jesu Christi, 1587.
- Mysterium Magnum, 1597.

También escribió varios himnos, cuatro de los cuales se conservan en himnarios protestantes alemanes de la actualidad. Es, sin embargo, de mayor importancia como fuente para otros escritores de himnos. Su Meditationes Sanctorum Patrum, una colección bipartita de oraciones presumiblemente basado en escritos de Agustín de Hipona, Bernardo de Claraval y Anselmo de Canterbury (aunque en realidad estos textos fueron probablemente pseudo-agustinianos y -bernardinos, escritas mucho más tarde en el estilo de los Padres de la Iglesia), proporcionado a Johann Heermann una base para muchos de los himnos en su Devoti musica cordis.
Johann Sebastian Bach escribió dos cantatas corales basadas en himnos creados por Moller o atribuidos a él:
- Ach Gott, wie manches Herzeleid, BWV 3
- Nimm von uns, Herr, du treuer Gott, BWV 101